# 斐洛
斐洛（拉丁語：Philo，前20年—50年）是生於亞歷山卓的犹太裔哲学家和政治家。斐洛是嘗試將宗教信仰與哲學理性相結合的第一人，故在哲學史和宗教史上有獨特地位，更被視為希臘化時期猶太教哲學的代表人物和基督教神學的先驅。他的哲學對猶太教和其後的基督教發展有極深遠影響。

## 生平
斐洛与耶穌是同時代的人物。斐洛的母語是希臘語，運用的是希臘語的《圣经》（七十士譯本）。斐洛認為《圣经》的希伯來語經卷（即舊約）与當時的希腊哲学是和谐一致，故致力於使猶太教的信仰哲學化。他主張用揣測寓意的方法去解釋《聖經》。
斐洛主要受柏拉圖、亞里士多德、新畢達哥拉斯主義、犬儒學派和斯多噶哲學等的哲學思想影響，他特別推崇柏拉圖的學說。斐洛認為人無法理解上帝，上帝是超乎一切界限的，只能知道上帝是存在。既然不能理解神，自然便不可能用任何名字稱呼上帝。斐洛認為神對世界的作用須通過“邏各斯”，作為上帝與人之間的中介。斐洛主張人除了血肉軀體外，還有一個不死的靈魂。而靈魂的死只不過一種比喻說法，靈魂是不死的。由於運用柏拉圖的哲學思想，這為新柏拉圖主義的思想模式和理論提供了基礎藍圖。斐洛對早期的基督教教父們，如俄利根，影響是顯然易見的。雖然斐洛不是基督徒，但因其哲學促成了早期基督教的希腊化，故此作家恩格斯在著作《布鲁诺·鲍威尔和早期基督教》中，更稱斐洛為“基督教真正的父亲”。
除其哲學影響外，斐洛在40年曾代表犹太人建議罗马皇帝改变对犹太人的政策，在犹太人中是有较大影响力的人物。

## 家族
罗马帝国知名将领提比略·尤利烏斯·亞歷山大为斐洛的侄子。

## 著作
- 《論世界的創造》
- 《摩西生平》
- 《論賞罰》
- 《論律法》
- 《論犧牲獻祭》
- 《論夢》

### 文獻
- 大英百科全書 - 斐洛